# Сафер
Сафер (арап. صَفَر) други је месец у Исламском календару. Неки стручњаци сматрају да је сафер добио назив по томе што су становници Меке у то доба напуштали град и своје домове ради трговине.
| Хиџретска година | Први дан            | Последњи дан        |
| ---------------- | ------------------- | ------------------- |
| 1439.            | 21. октобар 2017.   | 18. новембар 2017.  |
| 1440.            | 10. октобар 2018.   | 8. новембар 2018.   |
| 1441.            | 30. септембар 2019. | 28. октобар 2019.   |
| 1442.            | 18. септембар 2020. | 16. октобар 2020.   |
| 1443.            | 8. септембар 2021.  | 6. октобар 2021.    |
| 1444.            | 28. август 2022.    | 26. септембар 2022. |